# John Byron, 1. Baron Byron

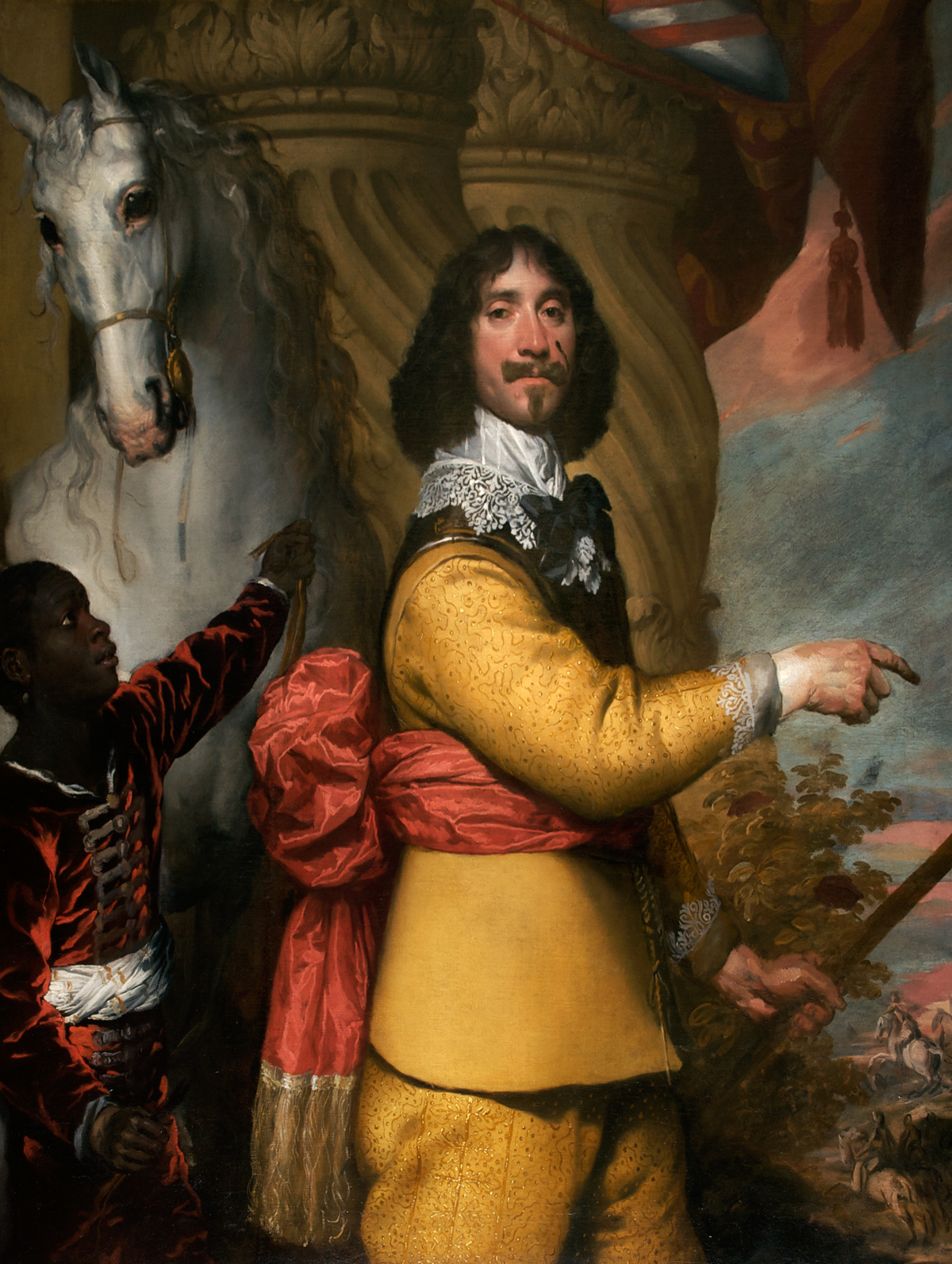
John Byron, 1. Baron Byron

John Byron, 1. Baron Byron (* 1598 oder 1599; † 23. August 1652 in Paris, Frankreich) war ein englischer Adliger und als Royalist ein Anhänger und Feldherr Karls I. von England.

## Herkunft und familiärer Hintergrund
John Byron entstammte der Gentry der englischen Grafschaft Nottinghamshire. Sein Urgroßvater, ebenfalls John Byron geheißen, erwarb unter Heinrich VIII. anlässlich der Auflösung der englischen Klöster die Ländereien des Klosters Newstead Abbey und das dazugehörige Klostergebäude. John Byron war der älteste von sieben Söhnen und Erbe des John Byron († 28. September 1625) auf Newstead Abbey in Nottinghamshire und auf Clayton in der Grafschaft Leicestershire. Seine Mutter war Anne Molyneux. Er wurde wahrscheinlich 1599 geboren, denn er wird 1614 als 15-jährig erwähnt.

## Leben und Laufbahn
Byron begann seine Laufbahn in der Politik.  Er wurde 1624 für Nottingham in das englische House of Commons gewählt. Diesen Sitz behielt er bis 1625. 1626 kehrte er in das Parlament zurück, diesmal aber nicht für die Stadt Nottingham, sondern als Vertreter der Grafschaft Nottinghamshire. Inzwischen war er 1625 anlässlich der Krönung Karls I. zum Ritter (Knight Bachelor) geschlagen worden. 
Als treuer Anhänger des Königs machte er weiter Karriere. Er war von 1634 bis 1635 High-Sheriff von Nottinghamshire, danach Gentleman of the Bedchamber und im Dezember 1641 Lieutenant of the Tower of London, um den Tower als Stützpunkt für den König gegen das rebellierende Parlament zu halten. Im Februar 1642 musste er den Tower auf Beschluss des House of Lords räumen. Byron begab sich zur Armee des Königs, dem er als überzeugter Royalist während des ganzen Bürgerkrieges zwischen König und Parlament diente. In der Schlacht bei Edgehill 1642 war er Kommandeur der königlichen Reservearmee. 
Der König belohnte ihn für seine Treue und Verdienste by Letters Patent vom 24. Oktober 1643 durch die Erhebung zum Baron Byron, of Rochdale in the County Palatine of Lancaster. Byron wurde damit erblicher Peer des Königreiches. Da er jedoch keine Kinder hatte, bestimmte die Ernennungsurkunde, dass seine sechs Brüder, die alle Royalisten waren, und ihre männlichen Nachkommen für den Titel erbberechtigt sein sollten. Lord Byron wurde Generalfeldmarschall (Field Marshal General) der königlichen Truppen in den Grafschaften Worcestershire, Shropshire und Cheshire und in Nordwales und zusätzlich Gouverneur von Chester. Er verteidigte Caernarfon Castle, das er bis 1646 gegen die Parlamentsarmee halten konnte. Im Juni 1646 musste er unter ehrenvollen Bedingungen kapitulieren und Caernarfon Castle den Truppen des Parlaments übergeben. 
Byron ging nach Frankreich an den Hof der dort im Exil lebenden englischen Königin und wurde zum Erzieher des Duke of York, des zweiten Sohnes Karls I. und späteren Königs Jakob II., ernannt, ein Amt, das er bis zu seinem Tode 1652 ausübte. 1648 unterstützte er die vergebliche royalistische Invasion Englands durch die Schotten unter Hamilton.
Byron war zweimal verheiratet: Zuerst mit Cecily West, der Tochter von Thomas West, 3. Baron De La Warr, dann seit 1644, nach dem 1638 erfolgten Ableben Cecilys, mit Eleanor Needham, der Tochter von Robert Needham, 2. Viscount Kilmorey. Beide Ehen blieben kinderlos. Sein ältester Bruder Richard folgte ihm als Titelerbe.